# Solange Pradel
Solange Pradel, née Solange Lamalle le 29 septembre 1943 dans le 15e arrondissement de Paris, est une comédienne française. Elle a été l'épouse du producteur de cinéma Christian Fechner.

## Filmographie

### Cinéma
- 1968 : La Femme-bourreau, de Jean-Denis Bonan
- 1968 : Le Viol du vampire, de Jean Rollin
- 1970 : Les Cousines, de Louis Soulanes : Lucile
- 1971 : Morgane et ses nymphes, de Bruno Gantillon
- 1972 : Sans sommation, de Bruno Gantillon : Christine, une prostituée
- 1974 : Le Secret, de Robert Enrico : Greta
- 1974 : La Race des seigneurs, de Pierre Granier-Deferre
- 1974 : Die Ameisen kommen de Jochen Richter : Solange

### Télévision
- 1973 : Le Monde sur le fil (Welt am Draht), de Rainer Werner Fassbinder : une chanteuse (imitatrice de Marlene Dietrich)
- 2010 : Un regard d'avance sur le présent (Fassbinders Welt am Draht - Blick voraus ins Heute), documentaire de Juliane Lorenz, sur Rainer Werner Fassbinder (images extraites de Le Monde sur le fil)